# Louis-Armstrong-Statue (Tremé, New Orleans)

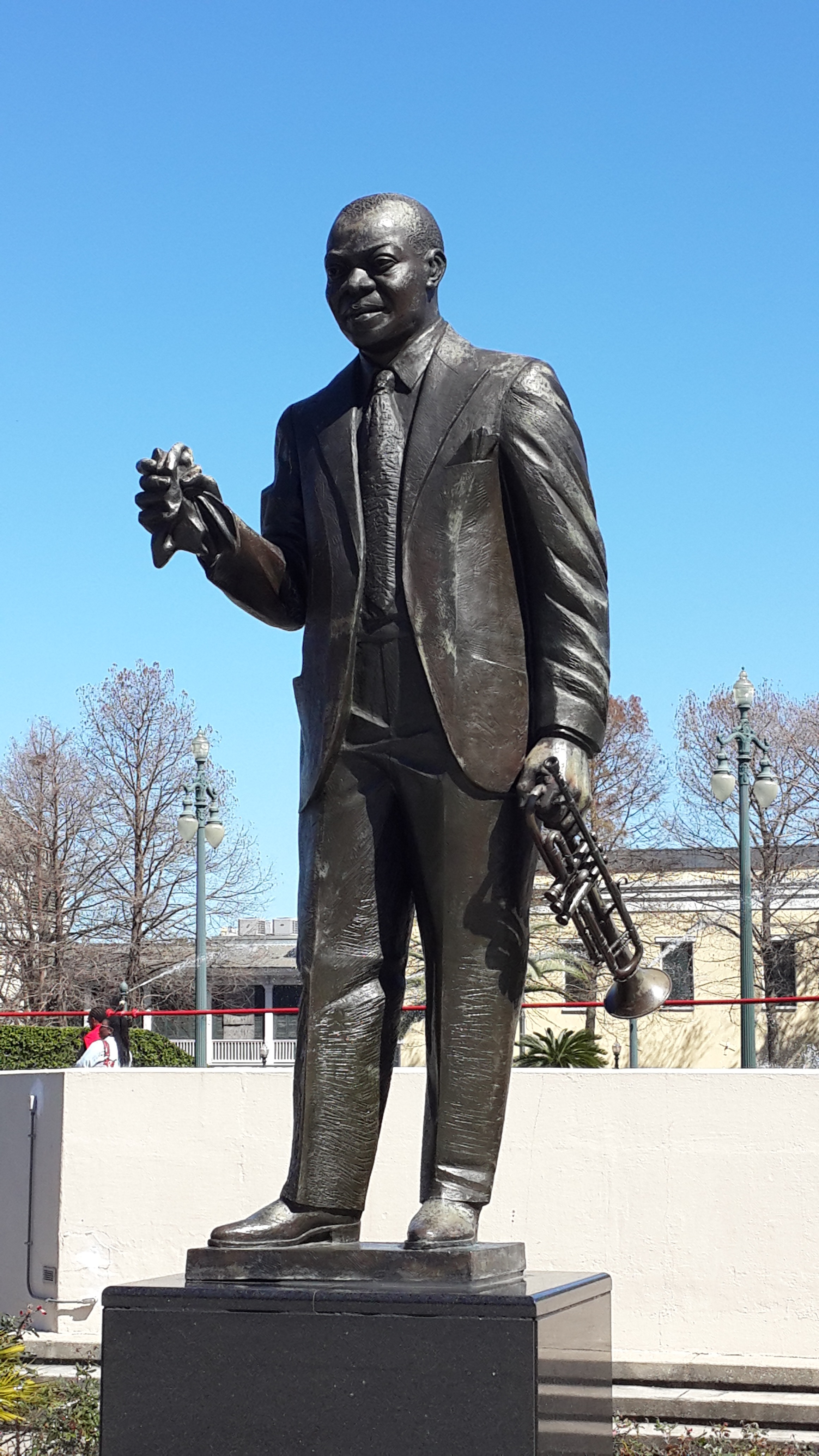
Catletts Statue von Louis Armstrong im Louis Armstrong Park in Tremé

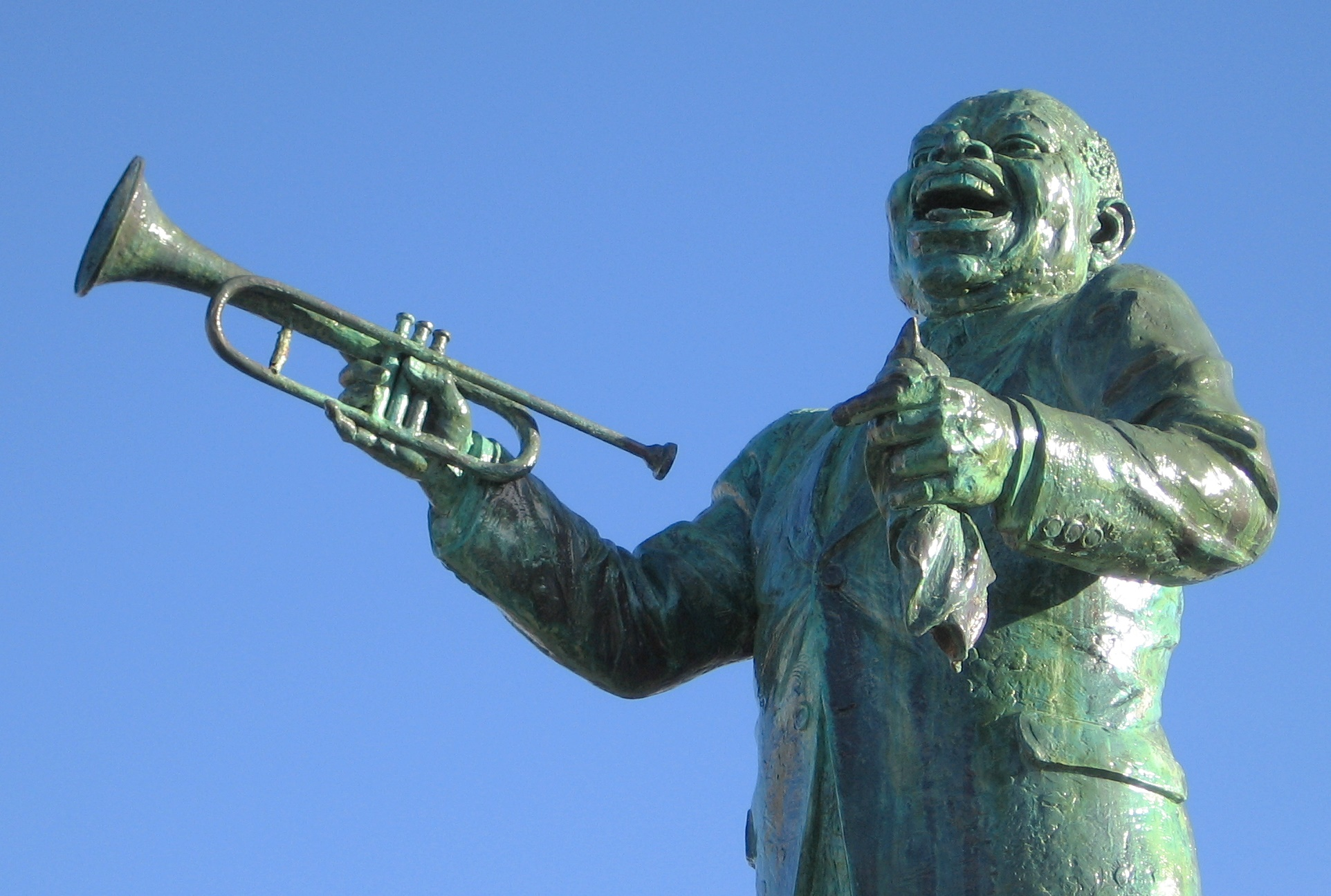
Statue von Louis Armstrong in Algiers (zum Vergleich)

Die Louis-Armstrong-Statue ist ein auf einem Sockel stehendes Standbild des US-amerikanischen Jazztrompeter und Sängers Louis Armstrong (1901–1971), das die Bildhauerin Elizabeth Catlett schuf. Es befindet sich im Louis Armstrong Park in Tremé, einem Stadtteil von New Orleans im US-Bundesstaat Louisiana. Eine zweite Statue von Louis Armstrong in New Orleans befindet sich nur wenige Kilometer entfernt im Stadtteil Algiers.

## Geschichte
Als Standort für Catletts Louis-Armstrong-Statue wurde der zu Ehren Armstrongs benannte Louis Armstrong Park in Tremé gewählt; außerdem befindet sich Armstrongs Geburtshaus in einer Entfernung von ca. 1,5 Kilometern. Geschaffen wurde die Louis-Armstrong-Statue von der Skulpturistin  Elisabeth Catlett. Die feierliche Enthüllung wurde 1980 vorgenommen, wobei Armstrongs Witwe Lucille Wilson-Armstrong den Vorhang im Beisein von Lionel Hampton und weiterer Ehrengäste lüftete.

## Beschreibung
Die von Catlett aus Bronze gefertigte Statue hat eine Höhe von ca. 3,6 Metern. Das Standbild zeigt einen ernst blickenden Armstrong, der mit einem Anzug und Krawatte bekleidet ist. Der linke Arm ist nach unten gestreckt, in der Hand hält er eine Trompete. Der rechte Arm ist angewinkelt, in der Hand hält er ein Taschentuch, ein für ihn typisches Accessoire während eines Konzerts. Die Skulptur steht auf einem rechteckigen Steinsockel. (Bei der anderen Louis-Armstrong-Statue in Algiers hält ein lachender Armstrong die Trompete mit der rechten Hand in die Höhe und das Taschentuch in der linken Hand.)